# Llanbradach and Pwllypant
Llanbradach and Pwllypant (en anglais) ou Llanbradach a Phwll-y-pant (en gallois) est une communauté du borough de comté de Caerphilly, au pays de Galles.
Comme son nom l'indique, elle se compose des villages de Llanbradach (en) et Pwllypant (cy). Au recensement de 2011, elle comptait 4 383 habitants.